# Donji Ulišnjak
Donji Ulišnjak (en cyrillique : Доњи Улишњак) est un village de Bosnie-Herzégovine. Il est situé dans la municipalité de Maglaj, dans le canton de Zenica-Doboj et dans la fédération de Bosnie-et-Herzégovine. Selon les premiers résultats du recensement bosnien de 2013, il compte 615 habitants.

## Démographie

### Évolution historique de la population
| 1948 | 1953 | 1961 | 1971 | 1981 | 1991 | 2013 |
| ---- | ---- | ---- | ---- | ---- | ---- | ---- |
| -    | -    | 518  | 544  | 665  | 634  | 615  |

|  |

### Communauté locale
En 1991, Donji Ulišnjak faisait partie de la communauté locale d'Ulišnjak qui comptait 1 227 habitants, répartis de la manière suivante :